# Rheinbach
Rheinbach è una città della Renania Settentrionale-Vestfalia, in Germania.
Appartiene al circondario (Kreis) del Reno-Sieg (targa SU).
Rheinbach si fregia del titolo di "Media città di circondario" (Mittlere kreisangehörige Stadt).